# FN Guns
FN Guns, stylisé F.N. Guns, ou Again, est un groupe belge de hard rock et heavy metal, originaire de Liège, en région wallonne, principalement actif des années 1980 aux années 2000.  Le groupe tire son nom de la société liégeoise FN, une manufacture d'armes de chasse et de poing.

## Historique
FN Guns est formé en 1982 avec le bassiste Christian Forthome et le batteur Marc « Vaneg » Van Neyghem. Le premier album Wild Child est enregistré la même année avec Steve Shorter au chant et Dan Dubois à la guitare sous le label Arpeges Records. 
Au début de l'année 1986, Steve Shorter quitte le groupe et quelques mois plus tard, Steve Rodgers devient son chanteur. Le label Mausoleum va produire un premier LP éponyme, FN Guns, comprenant des titres de l'album Wild Child remixés. Le second LP enregistré pour Mausoleum sera Nightmare. C'est aussi en 1986, à la suite de la liquidation du label Mausoleum que le groupe signe avec le label Stone Records et sort l'album Burnin' Out. À la fin de l'année 1987, Dan Dubois va aussi quitter le groupe et sera rapidement remplacé par le guitariste Pat Lemoine. En 1989, le groupe signe avec le label Rumble Records. 
En 1990, ils préparent un nouvel album, Sexy Lizzy, mais déçu par la sonorité, il ne sera pas édité. Ensuite, FN Guns sort l'album Take It en 1994, avec une session studio de la chanteuse Claudia Fontaine – choriste de Dusty Springfield et sur Pulse de Pink Floyd –, et le batteur Alex Vesper, qui remplace au pied levé le batteur Marc Van Neyghem qui s'est cassé le pied dans un accident de la circulation. 
En 2000, avec Gérard Fortemps aux claviers et Claude Terwagne à la flûte et la guitare, ils vont proposer Ban the Guns sous le label Mug Records,. En 2001, ils jouent avec le guitariste allemand Robby Mildenberger, et le groupe signe avec le label néerlandais Concept Records. Au début de 2008, Steve Shorter (ex-chanteur de FN Guns) forme un groupe de blues rock appelé Stone Cold Blue.
En juin 2014, ils participent à un concert de reformation unique au Loaf Festival à Eupen, en hommage à leur ami Marc « The Killer » Petesch.

## Membres

### Derniers membres
- Marc « Vaneg » Van Neyghem - batterie
- Gérard Fortemps - claviers
- Christian Forthomme - basse
- Claude Terwagne - guitare, flute
- Steve Rodgers - chant

### Anciens membres
- Robby Mildenberger
- Dan Dubois - guitare
- Pat Lemoine - guitare solo (dans les concerts belges de Léopold Nord et Eux)
- Steve Shorter - chant, guitare, composition

### Sessions spéciales
- Claudia Fontaine – choriste sur l'album Take It - choriste de studio.
- Alex Vesper – batteur sur l'album Take It, à la suite d'un accident de Vaneg.

## Discographie
- 1982 : Wild Child
- 1983 : Fn Guns
- 1985 : Nightmare
- 1987 : Burnin' out
- 1990 : Sexy Lizzy (non publié)
- 1991 : Good Shot
- 1994 : Take it
- 2000 : Ban the Guns